# Pieter-Jan Van Oudenhove
Pieter-Jan Van Oudenhove (Herk-de-Stad, 20 februari 1987) is een Belgische middenvelder die ook als verdediger uit de voeten kan.
Op dit moment speelt hij voor Torpedo Hasselt. Eerder speelde hij onder meer voor Sint Truiden, KFC Dessel Sports en Union SG.

## Carrière
| Seizoen | Club             | Wedstrijden | Doelpunten | Competitie     |
| ------- | ---------------- | ----------- | ---------- | -------------- |
| 2006/07 | Sint Truiden     | 15          | 0          | België         |
| 2007/08 | Sint Truiden     | 3           | 0          | België         |
| 2008/09 | KFC Dessel Sport | ?           | ?          | België         |
| 2008/09 | FC Eindhoven     | 11          | 0          | Eerste Divisie |
| 2009/10 | CS Visé          | 0           | 0          | België         |
| Totaal  |                  | 29          | 0          |                |